# Sabaengnyeon-ui kkum
Sabaengnyeon-ui kkum (hangeul: 사백년의 꿈, lett. Sogno di quattrocento anni; titolo internazionale A 400-Year-Old Dream, conosciuta anche come Dream of 400 Years) è una miniserie televisiva sudcoreana trasmessa su KBS2 dal 27 marzo al 3 aprile 2011.

## Trama
Kang Hee-sun, insegnante alla scuola medica Hanbaek, viene contattata da Jo Hyun-min, proprietario di una casa tradizionale coreana, che ha trovato una mummia conservata in una piccola stanza precedentemente sigillata. I due provano uno strano senso di riconoscimento al loro primo incontro, che mettono da parte come attrazione di un momento fino a quando una serie di eventi bizzarri li portano a sospettare di essere effettivamente collegati al passato della mummia. Le loro indagini rivelano la tragica storia di una coppia di amanti separati quattrocento anni prima, che ha dato vita a un odio secolare.

## Personaggi principali
- Kang Hee-sun/Soo-hee, interpretata da Han Eun-jung
Professoressa di anatomia.
- Jo Hyun-min/Moo-hyun, interpretato da Ryu Tae-joon
Regista.
- Jo Deok-ki, interpretato da Ahn Byung-kyung
- Hong Gyo-soo, interpretato da Han Jung-kook
- Oh Ha-na, interpretata da Seo Ji-young
Assistente di Hyun-min.
- Yoo Jae-bum, interpretato da Kim Byung-chan
Psichiatra e superiore di Hee-sun.
- Jo Dong-min, interpretato da Heo Jae-ho
Figlio di Deok-ki.

## Ascolti
| Episodio | Data di trasmissione | Dati TNMS           | Dati TNMS                  |
| Episodio | Data di trasmissione | A livello nazionale | Area metropolitana di Seul |
| -------- | -------------------- | ------------------- | -------------------------- |
| 1        | 27 marzo 2011        | 5,0%                | <9,6%                      |
| 2        | 3 aprile 2011        | 5,9%                | <8,2%                      |

## Riconoscimenti
| Anno | Premio           | Categoria                                                             | Ricevente    | Risultato       |
| ---- | ---------------- | --------------------------------------------------------------------- | ------------ | --------------- |
| 2011 | KBS Drama Awards | Premio all'eccellenza, attrice in un drama in una parte sola/speciale | Han Eun-jung | Vincitore/trice |